# Jeff Who?
 (octobre 2023).
Jeff Who? est un groupe islandais de rock, originaire de Reykjavik. Le groupe compte deux albums, Death Before Disco (2005) et Jeff Who? (2008). La chanson la plus connue du groupe est Barfly.

## Histoire
L'histoire du groupe remonte au fait que Þorri a décidé de louer un lieu de répétition pour pratiquer de la batterie. Bientôt, Baddi et Ásgeir ont rejoint le groupe et ils ont commencé à s'entraîner ensemble. Elli, qui était dans la même école et la même classe qu'eux, a voulu essayer sa nouvelle table de mixage et s'est présentée un soir avec un mini disque, sa table de mixage, un ordinateur, et un micro. Après une courte période en tant que producteur, manager et superviseur, Elli rejoint le groupe à la basse. Þorri, Ásgeir, Baddi et Elli jouent ensemble pendant un certain temps. Lors d'une fête, Baddi rencontre Tobba, qui avait joué avec plusieurs groupes locaux et était connu pour ses grandes compétences au clavier. Baddi invite Tobba à venir répéter avec eux, et en 2004 le groupe Jeff Who? s'établit à Reykjavik. 
Au printemps 2005, ils commencent à enregistrer leur premier album, Death Before Disco, et en septembre de la même année, l'album sort en collaboration avec Smekkleysa. En novembre 2008, ils sortent leur deuxième et dernier album en date, Jeff Who?,, qui comprend notamment la chanson à succès Congratulations. Ils effectuent quelques concerts promotionnels pour l'album, jouant même au festival Iceland Airwaves. Ils jouent aussi le 17 janvier 2009 à Reykjavik aux côtés de Gísli Galdur (alias DJ Magic des Motion Boys).
En date de 2023, le groupe continue de jouer dans des salles en Islande.

## Discographie
- 2005 : Death Before Disco
- 2008 : Jeff Who?